# Форт Сан Мигел
Форт Сан Мигел (енгл. Fort San Miguel, шп. Fuerte de San Miguel de Nutca) је било шпанско утврђење у Јукоту (раније Френдли Ков) на острву Нутка, западно од северно-централног острва Ванкувер. Штитио је шпанско насеље, звано „Санта Круз де Нука”, прву колонију у Британској Колумбији.

## Историја
Утврђење је изградио Естебан Хосе Мартинез 1789. године, али је демонтиран у октобру исте године. Затим је обновљен и проширен 1790. године, а затим је Нутка Саунд поново окупирао шпански истраживач Франсиско де Елиза. Тврђава је у суштини била артиљеријска копнена батерија за одбрану луке и града. Шпанско насеље, названо Санта Круз де Нука, било је прва колонија у Британској Колумбији.
Утврђење је било смештено у близини куће Макине, шефа Мовачат групе, који су сада у заједничкој влади групе Мовачат/Мучалат на реци Голд Ривер у близини на острву Ванкувер.
Мартинез је 15. маја 1789. године одабрао локацију свог утврђења на улазу у Френдло Ков на острву Хог. Радови су напредовали тако да су 26. маја могли да поставе артиљерију након чега је уследила изградња касарни и барутане. Дана 24. јуна 1789. испаљена је салва из нове тврђаве и шпанских бродова, што је Мартинез сматрао званичним актом поседовања луке Нутка. Дана 4. јула, амерички бродови и њихови капетани Греј и Кендрик (који су у луку стигли 7 месеци раније од Мартинеса) испалили су салве и ватромете у знак признања њихове недавне независности од Британије, уз још једну салву из шпанске тврђаве.‍:288
Дана 29. јула 1789. године стигла су нова наређења од вицекраља Флореса која су упутила Мартинеза да напусти станицу и врати се у Сан Блас. Артиљерија из утврђења је утоварена назад на фрегату Принцезу и он је напустио Френдли Ков 30. октобра 1789. године.‍:295 Тврђава је демонтирана, али очекујући поновну окупацију, Мартинез је закопао сандуке са грађевинским материјалом (циглама и кречом).
Тврђаву је годину дана касније, 1790. године, обновио Педро де Алберни, старији капетан шпанске војске, који је служио шпанској круни у Првој слободној чети добровољаца Каталоније заједно са 80 других војника. До Нутке су отпловили са експедицијом Франсиско де Елиза. По доласку у Нутку, Елиза је успоставила три линије одбране: 300-тонску фрегату Консепсион, војнике под Албернијем на копну и на фрегати, и обнову батерије на острву Сан Мигел. Изградња батерије је била тешка, морале су се изградити рампе за подршку топовима. Тада је требало четири дана да се постави осам великих топова. Касније је постављено и шест мањих топова. Батерија није имала довољно простора за преосталих осам великих топова које су донешене, па су они били пребаћени на обалу.
Шпански војници су напустили тврђаву 1792. године а 1795. тврђава је дефинитивно напуштена према условима треће Нутка конвенције. Пре него што га је заузела Шпанија, ово место је било летња насеобина племена Мовачат Јукота. Поново су га заузели Мовачати под вођом Макине. Остаци шпанске поште, укључујући њену башту, још увек су били видљиви када је Џон Р. Џевит, енглески заробљеник Макине, живео тамо током 1803 и 1805. године.